# Dolenje Jezero
Dolenje Jezero je naselje u slovenskoj Općini Cerknici. Dolenje Jezero se nalazi u pokrajini Notranjskoj i statističkoj regiji Notranjsko-kraškoj. 

## Stanovništvo
Prema popisu stanovništva iz 2002. godine naselje je imalo 224 stanovnika.